# Rindermarkthalle St. Pauli

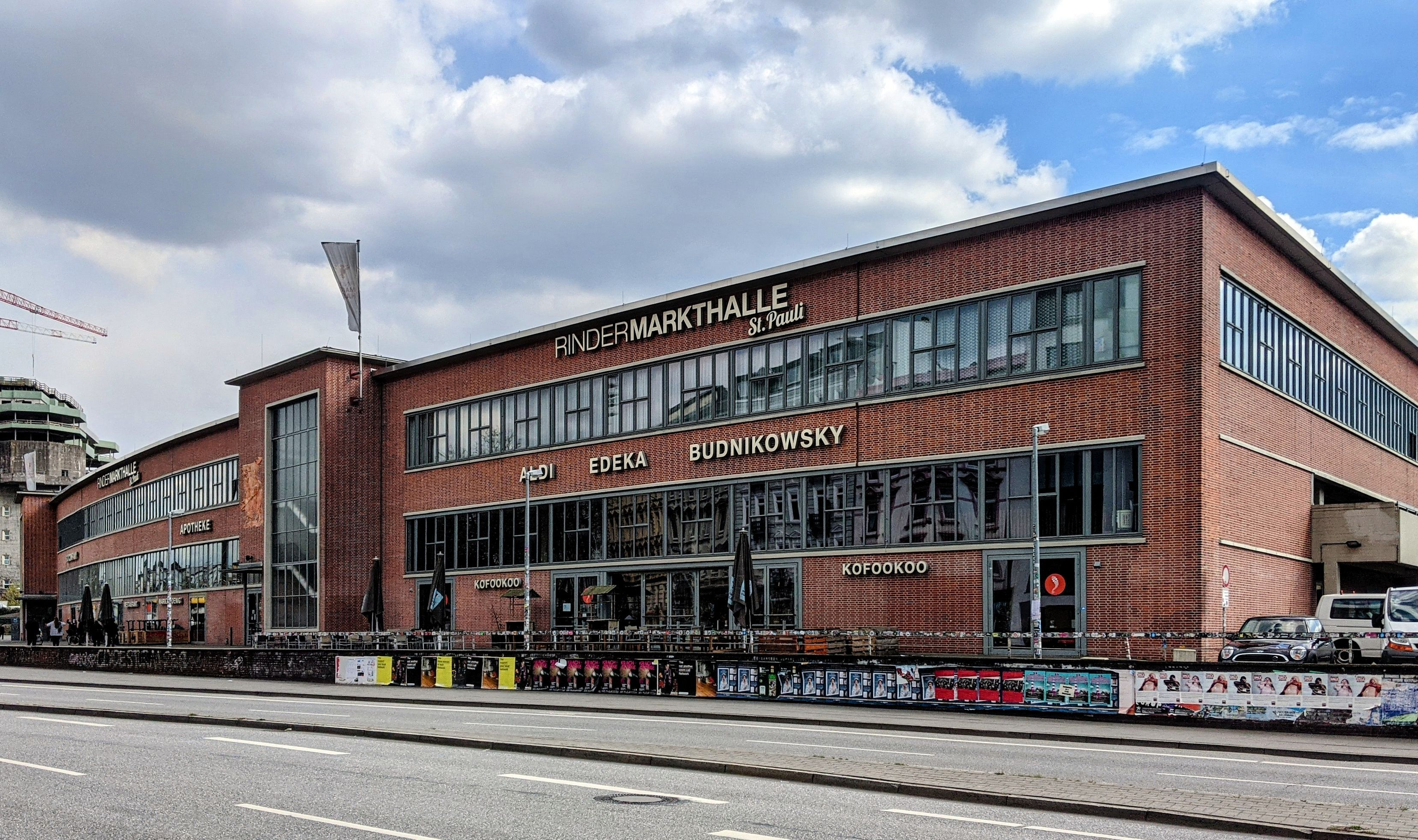
Rindermarkthalle St. Pauli Hamburg, Nordwest-Seite (April 2021)

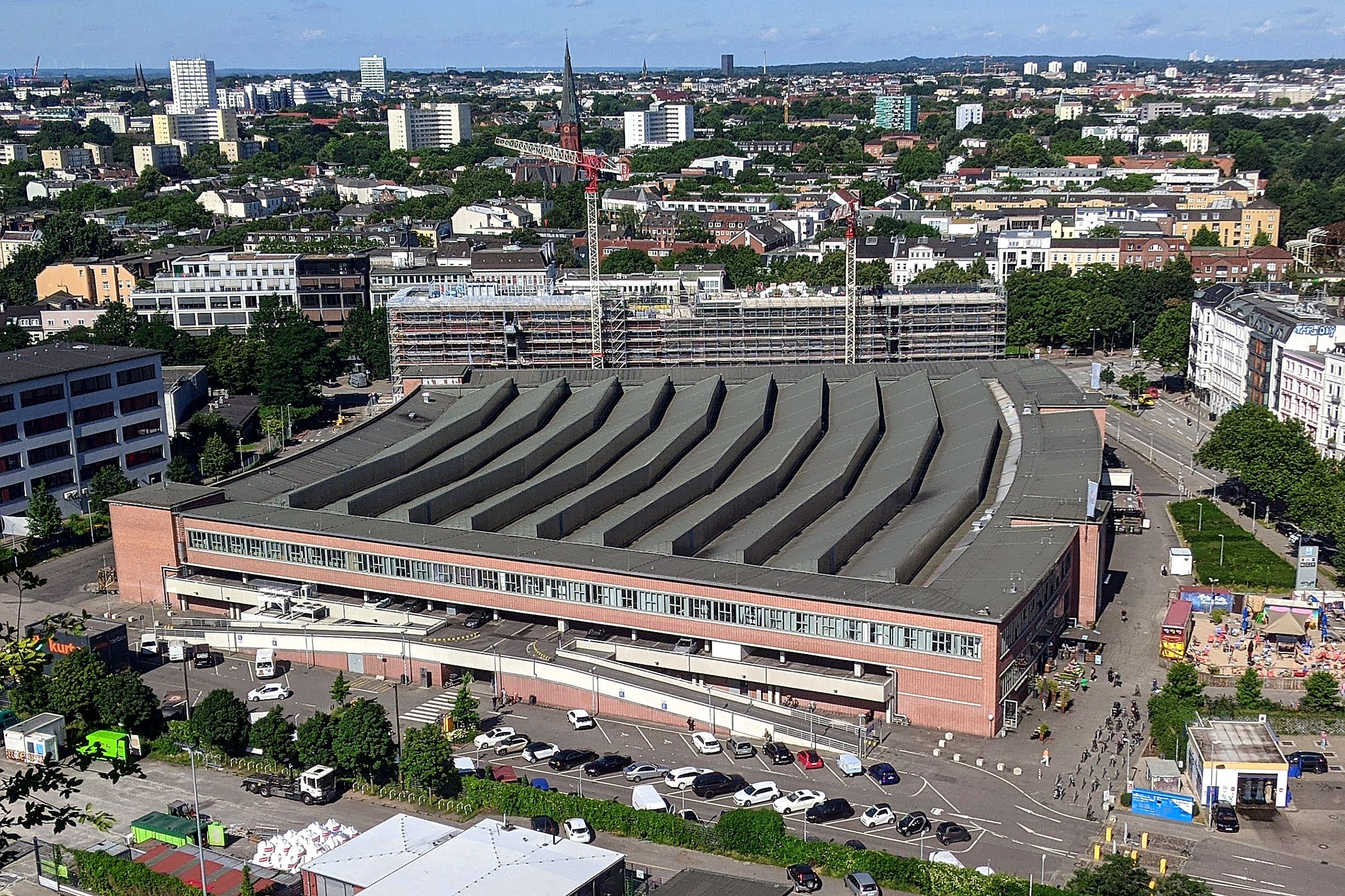
Rindermarkthalle vom benachbarten Hochbunker

Die Rindermarkthalle St. Pauli in Hamburg wurde 1950/51 als überdachter zentraler Viehmarkt an der Nordwestecke des Heiligengeistfelds neu errichtet. Das vormals zum Schlachthof Hamburg gehörige Gebäude steht unter Denkmalschutz. Es wurde seit 2012 nach einer zwischenzeitlichen Nutzungsunterbrechung und dem Rückbau teils maroder Einbauten für eine neue Nutzung grundsaniert. Seit dem 18. September 2014 ist der knapp 15.000 Quadratmeter große Gebäudekomplex wieder geöffnet. In der Rindermarkthalle St. Pauli finden sich rund 30 Geschäfte sowie Flächen vor allem für stadtteilnahe Initiativen.

## Geschichte

### Vorgeschichte

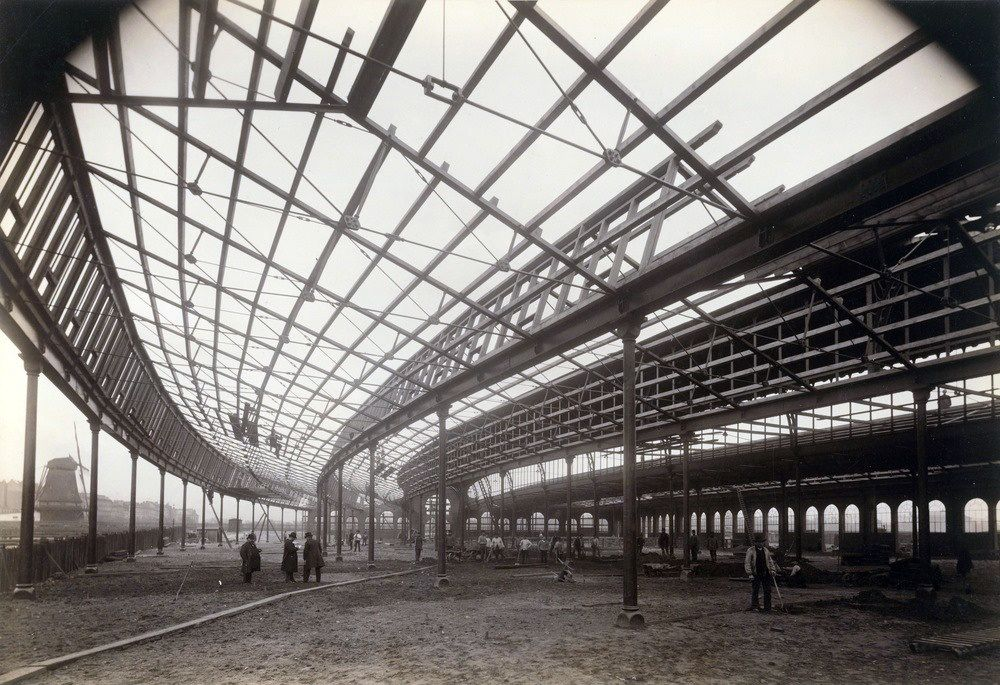
Bau der ersten Rindermarkthalle 1888, links im Hintergrund die alte Windmühle auf dem Heiligengeistfeld

Schon 1862 wurde auf dem Heiligengeistfeld mit Rindern und Schafen gehandelt. Seit 1888 zählte am heutigen Standort der Rindermarkthalle St. Pauli ein großes Marktgebäude dazu, das Platz für 2500 Rinder und 5000 Schafe bot. Es gehörte zu einer Gruppe von Gebäuden zwischen Sternschanzenbahnhof und Heiligengeistfeld, die in der Zeit von 1889 bis 1892 errichtet wurden und den neuen Zentralschlachthof bildeten. Der Schlachthof und die Halle für den Viehhandel, Zentraler Viehhof oder Rinderhalle genannt, wurden im Zweiten Weltkrieg durch Fliegerbomben weitgehend zerstört.

### Nachkriegsbau
Als der Schlachthof nach Kriegsende wieder aufgebaut wurde, begannen ab Ende Juni 1950 auch die Bauarbeiten an der heutigen Halle, deren Grundriss und Lage dem Vorgängerbau entspricht. Die äußere Form der Halle ist als Kreisring-Ausschnitt gestaltet. Die geschwungene, nach Norden ausgerichtete Frontseite hat eine Länge von 155 m, die ebenfalls geschwungene Rückseite im Süden misst 100 m. Die Gebäudetiefe liegt bei 110 m. Die äußere Höhe beträgt 12,50 m, die innere lichte Höhe lag damals bei 9 m. Vier Stahlsäulen im Inneren stützen das Hallendach. Das Halleninnere war als durchgehende Marktfläche gestaltet mit Platz für bis zu 2500 Rinder und etwa 5000 Schafe. Neben der Bereitstellung einer überdachten Viehmarktfläche ließ sich die Halle auch für Großveranstaltungen nutzen, zum Beispiel für Versammlungen mit bis zu 25.000 bis 30.000 Personen, Sportveranstaltungen oder Ausstellungen.
Entlang der nördlichen Frontseite und der Seitenflügel ist im Inneren auf 7 m Höhe ein 10 m breites Obergeschoss aufgesetzt. Es war beim Bau der Halle für Büros und Funktionsräume vorgesehen. Zudem ruhte auf diesem inneren Randbau das Dach auf. In der Mitte der Front sowie in der südwestlichen und südöstlichen Gebäudeecke finden sich turmähnliche Treppenhäuser, die zum Obergeschoss führen.
Die Außenfassade wurde mit roten Hartbrandziegeln verklinkert, in Höhe des Erd- und des Obergeschosses wurden an der Frontseite und an den Seitenflügeln Fensterbänder angebracht. Zehn Fensterbänder auf dem Dach sorgten ebenfalls für den Einfall von Tageslicht. Zahlreiche Tore aus Stahl führten ins Innere.  Die zwei Treppenaufgänge der Vorderfront haben große Fensterflächen und sind mit Keramik-Reliefdarstellungen von Ernst Hanssen geschmückt, die Viehmarktszenen zeigen.
Als die Halle am 16. Juni 1951 eröffnet wurde, galt sie als größte freitragende Hallenkonstruktion in Europa.

### Nutzung als SB-Warenhaus
1972 wurde der Betrieb der alten Rindermarkthalle eingestellt. Die Halle, in die ein Parkdeck eingezogen wurde, diente danach als SB-Warenhaus. Erstbetreiber war die Hamburger Konsumgenossenschaft Produktion. Weitere Betreiber versuchten sich im Anschluss, unter anderem co op, Plaza, Interspar, Hyperdiscount,  Intermarché, Conti, Walmart und zuletzt Real.

### Nutzungskontroversen
Am 22. Mai 2010 stellte Real den Betrieb des Warenhauses ein. Bis September 2011 blieb die Zukunft der Immobilie unklar; Vertreter des Bezirks Hamburg-Mitte und Anwohner stritten sich über die weitere Nutzung. Zunächst sah der Bezirk den Umbau zu einer Musikhalle mit einer Kapazität von rund 4000 Zuschauern vor. Hinter dieser Idee standen Hamburger Konzertanbieter. Anwohnerinitiativen organisierten den Widerstand. Sie fürchteten eine weitere Kommerzialisierung und „Eventisierung“ des Viertels, zunehmenden Lärm und Platzmangel. Zudem kritisierten sie an den Nutzungsplänen die mangelnde Bereitstellung bezahlbaren Wohnungsraums. Im April 2010 wurde eine Bürgeranhörung durch Gegner gesprengt, Anfang Oktober 2010 verschob der Bezirk eine solche Anhörung kurzfristig auf den 25. November 2010. Obgleich ein Architektenwettbewerb zur Musikhalle bereits stattgefunden hatte, wurden die Pläne aufgegeben, weil der Widerstand der Anwohner zu groß war. Im Juli 2010 distanzierte sich die GAL von der Idee einer Musikhalle, im November auch der Bezirk. Anwohnerinitiativen versuchten ab Herbst 2010 eine eigenständige Zukunftsplanung: Nach einer Fragebogenaktion errichteten sie vor der Halle eine begehbare Skulptur aus Holzwürfeln, Interessierte und Anwohner sollen hier ihre Wünsche für ein stadtteilprägendes Areal notieren. Ab November 2010 konzentrierten sich die bezirklichen Pläne auf die Nahversorgung der Bürger mit Lebensmitteln sowie eine Markthalle. Im September 2011 fiel schließlich die Entscheidung für den Umbau des Gebäudes zu einem Nahversorgungszentrum mit einer Wochenmarkthalle; im Obergeschoss sollten Stadtteilinitiativen Räume anmieten können. Edeka Nord schloss mit der Stadt einen Mietvertrag für die Gesamtimmobilie auf 10 Jahre.

### Sanierung und Umbau
Die Sanierung des Gebäudes dauerte bis kurz vor Eröffnung der Rindermarkthalle St. Pauli. Die Kosten für die Innenarbeiten trug Edeka Nord, sie lagen bei über 14 Mio. Euro. Die Kosten für die Außensanierung, die rund 11 Mio. Euro betrugen, übernahm die städtische Sprinkenhof GmbH. Die Sanierung musste dabei die Anforderungen des Denkmalschutzes berücksichtigen. An der Außenfassade wurden das Trapezblech entfernt, um das Mauerwerk freizulegen. An der nördlichen Hauptfassade wurden zwei neue Haupteingänge ergänzt. Die Reliefs von Ernst Hanssen wurden wiederaufbereitet. Die Klinkerwände wurden gereinigt, neu verfugt und vernadelt; beschädigte Steine wurden von Hand durch möglichst gleichartige ersetzt. Die Stahlbetonteile und das Stahl-Dachtragwerk wurden ebenfalls saniert. Das Dach erhielt zudem eine neue Eindeckung, die Oberlichter wurden neu verglast. Das Anfang der 1970er Jahre eingezogene Parkdeck blieb erhalten, die Ostseite des Gebäudes erhielt eine zweite Rampe zu diesem Deck.
Die gesamte Haustechnik (Lüftung, Leitungen, Heizung) wurde im Zuge der Renovierung erneuert. Im Innenbereich wurde die Industriehallen-Atmosphäre durch Stahl und Holz, einen Fußboden aus Industrie-Estrich, Industrieputz beziehungsweise nackte Wände und frei liegende Lüftungsrohre unter der Decke erzielt.

## Gegenwart

### Lage

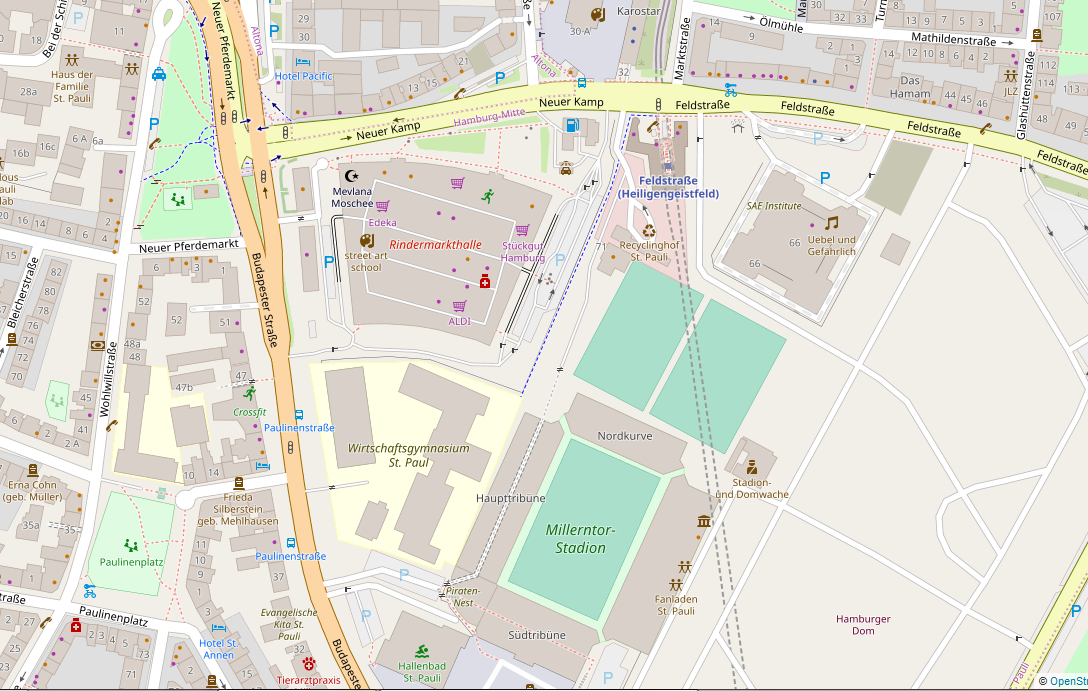
Lage der Immobilie an der Ecke Neuer Kamp-Budapester Straße.

Das Gebäude befindet sich auf dem Gelände des Heiligengeistfelds an der Ecke Neuer Kamp und Budapester Straße im Stadtteil St. Pauli. Gegenüber der Nordwestecke des Gebäudes befindet sich der Neue Pferdemarkt und nahe der Nordost-Ecke der U-Bahnhof Feldstraße. Südöstlich schließt das Millerntor-Stadion an.

### Verwaltung und Hauptmieter
Die Edeka Handelsgesellschaft Nord mbH, kurz Edeka Nord, ist Hauptmieter der Immobilie. Ihr obliegt die Untervermietung einzelner Flächen sowie die Entwicklung des Objekts.

### Geschäfte und Unternehmen
Ankermieter sind Aldi, Budnikowsky und die Kaufleute Herwig Holst und Jörg Meyer, die zusammen ein Edeka-Center betreiben. Der Edeka Supermarkt hat eine Fläche von 4.700 m², Budnikowsky nutzt 720 m², Aldi 1.010 m². Die Markthalle belegt 3.500 m², gastronomischen Betrieben stehen 880 m² zur Verfügung. Zu den Unternehmen, die in der Markthalle vertreten sind, gehören der Hamburger Backwaren-Anbieter Dat Backhus, der mit Brot und Stulle ein neues Manufaktur-Konzept umsetzt, und die Bio Company. Im Erdgeschoss waren im Mai 2019 insgesamt 32 Geschäfte vertreten; 19 zählen zur Gastronomie und zum Lebensmittelbereich, vier sind Märkte und neun sind laut Website Shops. Die Mieter im Food- und Gastrobereich sind überwiegend lokal verankert.

### Initiativen als Mieter
Im Obergeschoss ist Raum für Organisationen mit soziokulturellem Hintergrund. Hier ist die Kindertagesstätte Dom Kita angesiedelt und auch die Mevlana Moschee. Ferner arbeitet von hier aus der Verein KulturLeben Hamburg e. V. Er will über kostenfreie Eintrittskarten auch jenen die Teilnahme am Kulturangebot Hamburgs ermöglichen, die sich das aus finanziellen Gründen sonst kaum leisten können. Auch eine Nähschule ist hier vertreten. Zu den mietenden Organisationen mit soziokulturellem Hintergrund zählen unter anderem eine Streetartschule, eine Nähschule und die Kampfsportschule Gorilla Gym.
Ferner finden sich hier Büroflächen im Gesamtumfang von 1.100 m² sowie Personal- und Technikräume (335 m²). Nutzer der Büroflächen sind unter anderem die Getränkeanbieter Lemonaid und Community Cola.
Auf dem Außengelände der Rindermarkthalle findet sich zudem der Container des Vereins Westwind Hamburg e. V., der Bedürftigen, insbesondere Flüchtlingen, hilft, indem er an diese gespendete und im Bedarfsfall aufbereitete Fahrräder abgibt.

### Sonderaktionen
Im und vor dem Gebäude gibt es regelmäßig Sonderveranstaltungen zu unterschiedlichen Themen. Dazu zählten ein Design- und Feinkostmarkt (Marktzeit), eine Veranstaltung rund um Craft Beer (Craft Market), ein Kochfestival, ein Lehmbau-Festival, eine Fahrrad-Messe (Velo) oder ein müllvermeidender Beachclub (Karo Beach).

### Besucherzahlen
Im ersten Jahr nach der Eröffnung erreichten einige Geschäfte noch nicht die von ihnen gewünschte Kundenanzahl; einige Anbieter führten dafür die große Palette an Food-Produkten an, andere Warengruppen waren ihrer Meinung nach nicht ausreichend vertreten. Gegen Ende des ersten Betriebsjahres besuchten etwas mehr als 50.000 Menschen pro Woche die Halle. Spitzentag war regelhaft Samstag mit rund 15.000 Besuchern. Die Besucherzahlen stiegen anschließend, im Herbst 2017 lagen sie bei 70.000 pro Woche.

### Auszeichnung
2015 erhielt die Rindermarkthalle St. Pauli den Europäischen Innovationspreis des German Council of Shopping Centers. Das Architekturbüro ABJ. Architekten Hamburg erhielt für die Grundinstandsetzung beim BDA Hamburg Architektur Preis 2016 eine Würdigung.

### Gebäudedetails

Außen- und Innenenansichten
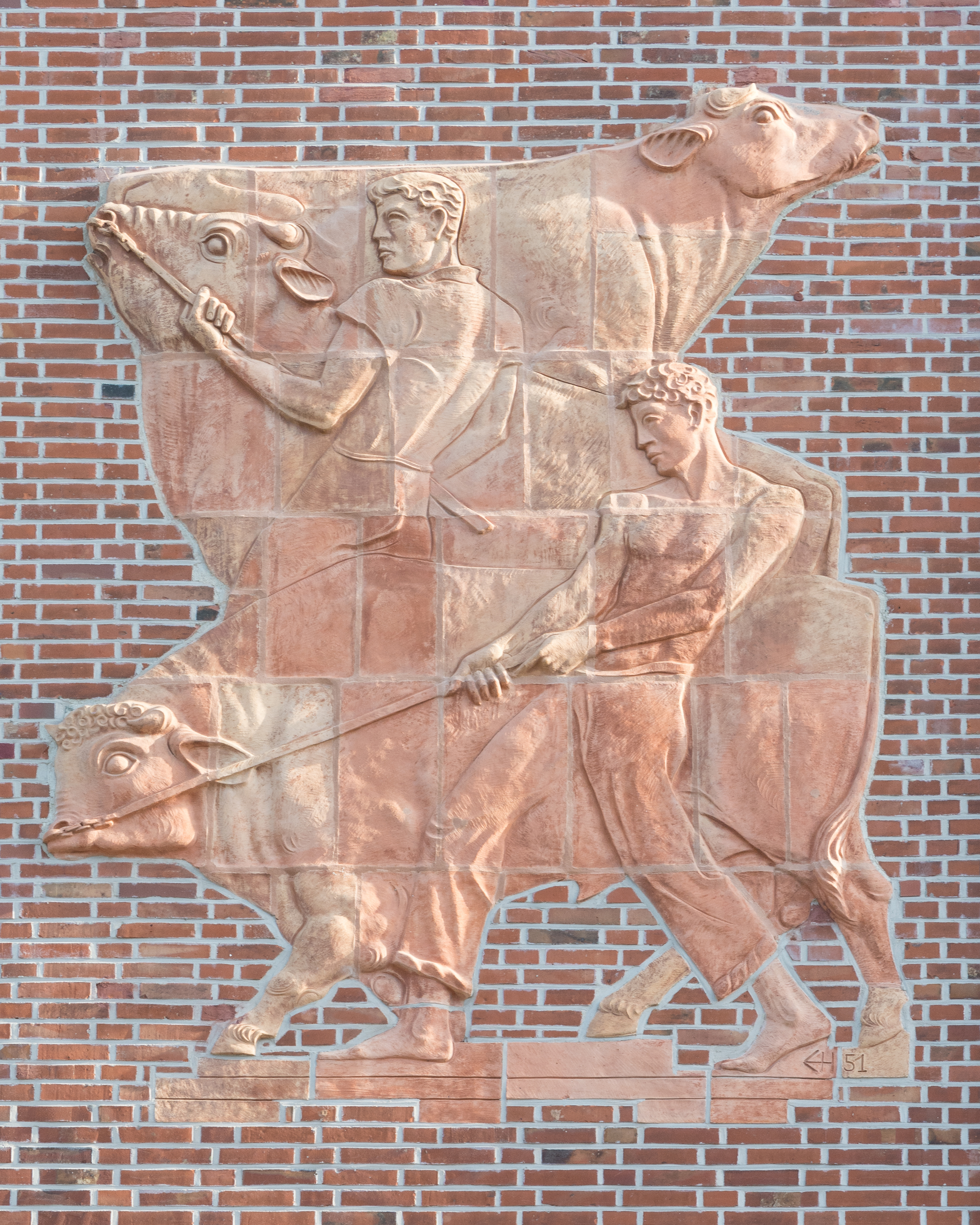
Relief am westlichen Treppenaufgang vorne
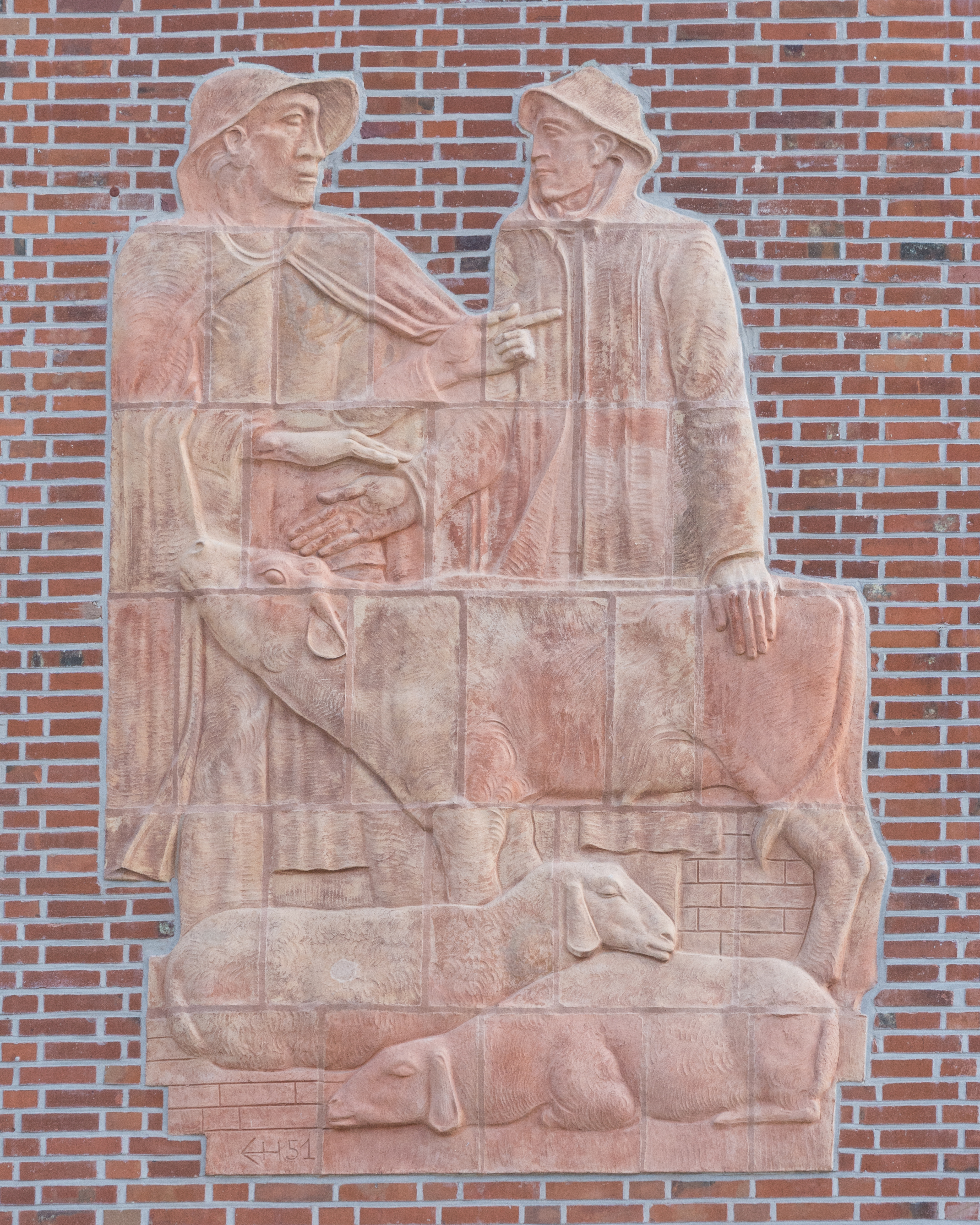
Relief am östlichen Treppenaufgang vorne
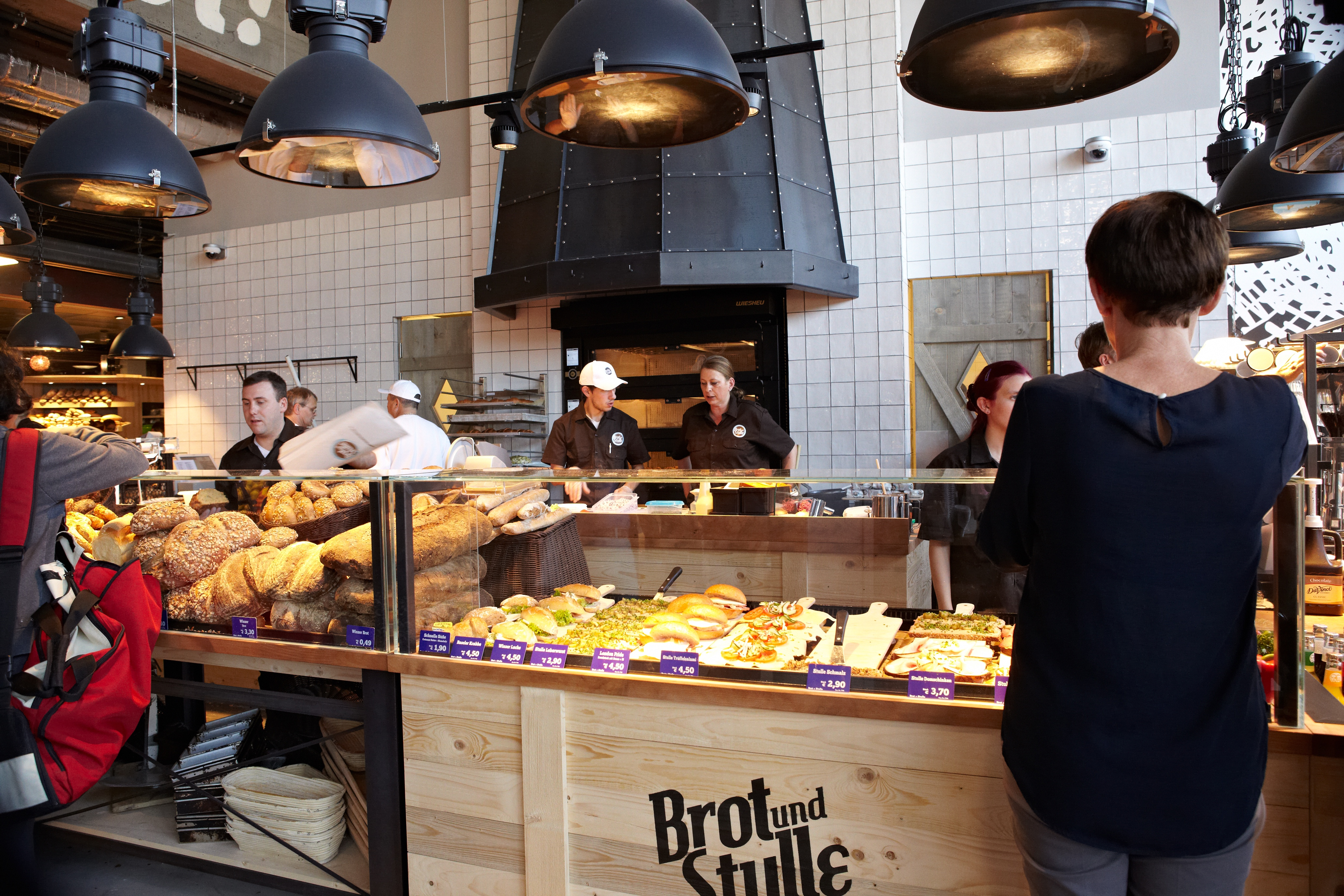
Verkaufstresen in der Rindermarkthalle
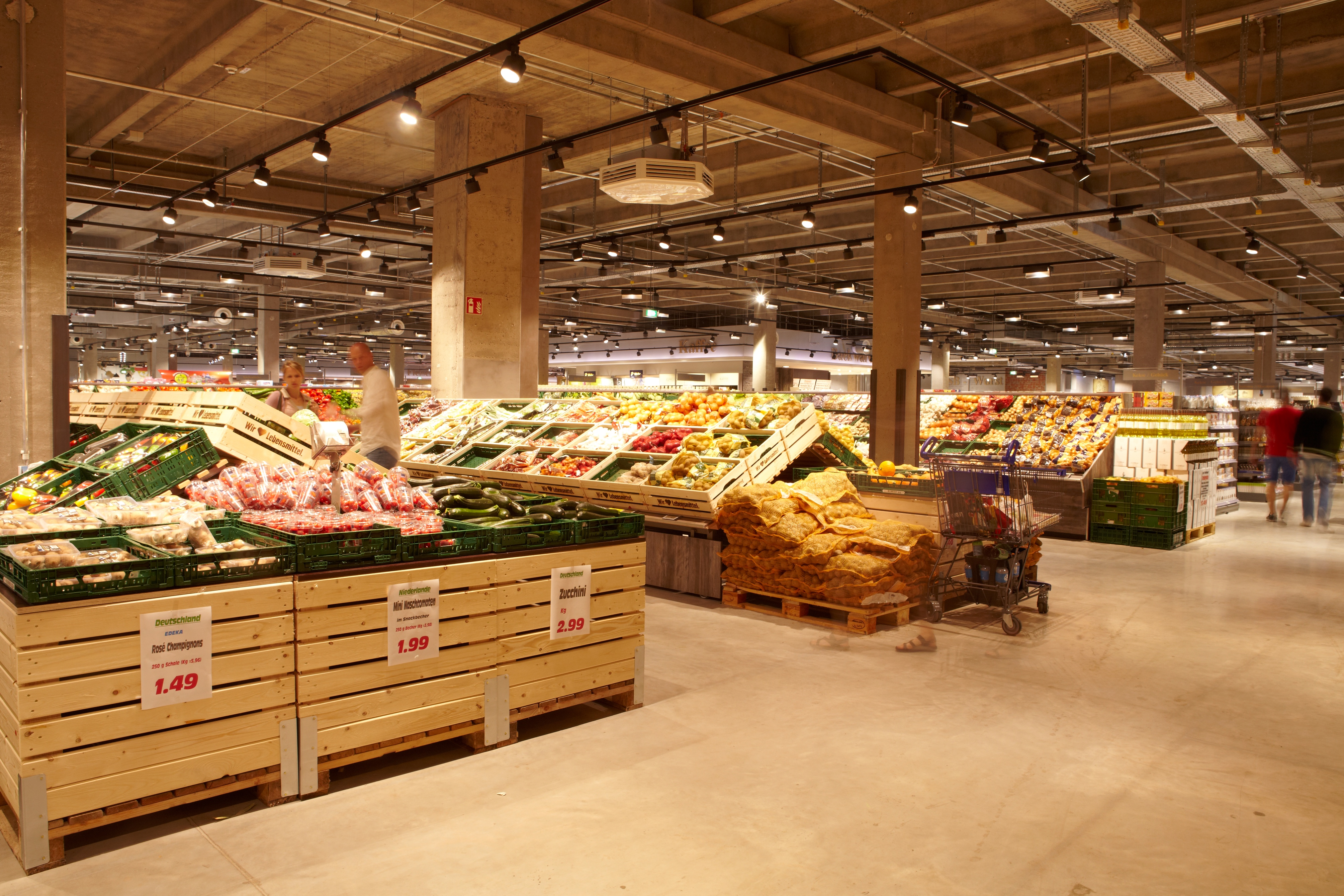
Edeka in der Rindermarkthalle
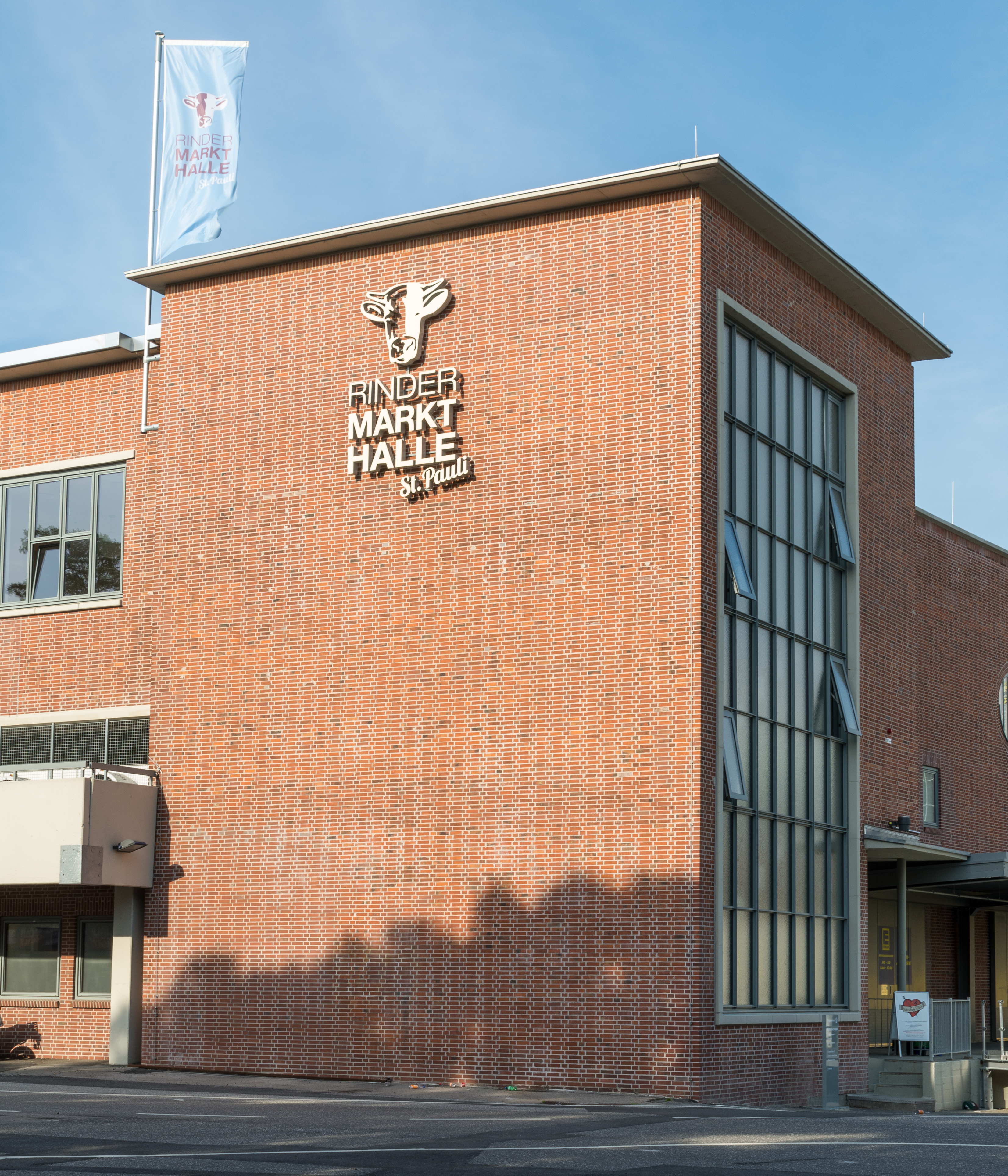
Südwestecke des Gebäudes (Juli 2015)
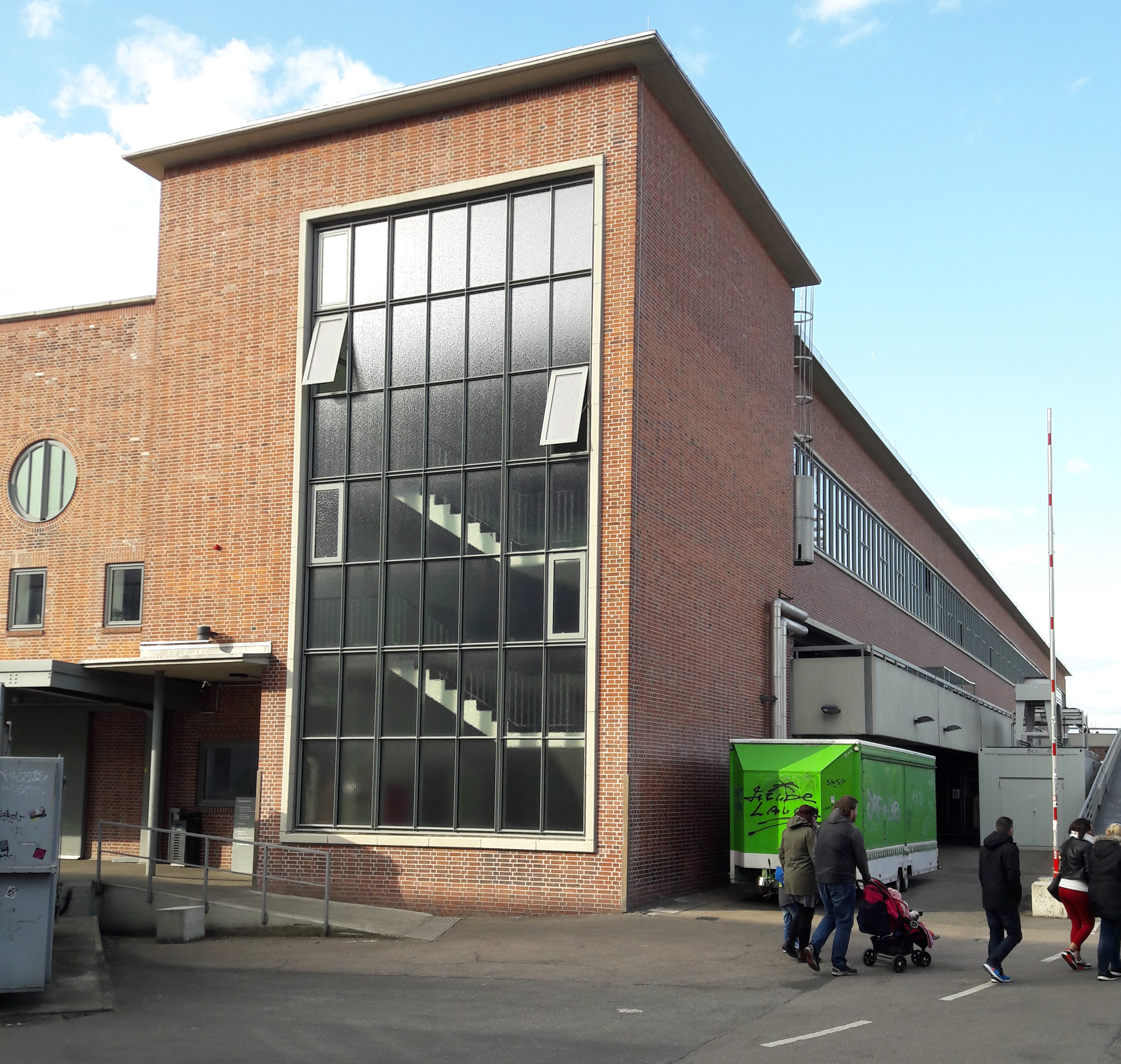
Südostecke des Gebäudes (April 2019)

## Anhang